# Růžová
Růžová (básnicky růž) je přírodní barva, která vzniká smícháním červené a bílé barvy. Svůj název získala podle květin – růží. Nenajdeme ji ve spektru světelného paprsku, protože nemá připsanou vlnovou délku.

## Významy
Symbolika barev se může s časem a místem měnit; např. ve středověku mohl být chápán význam růžové barvy odlišně, než později, stejně tak mohou symboliku barev chápat rozličně různé národy. Níže uvedený přehled významů je proto pouze orientační: 
- Růžová barva je symbolem feminity, tedy ženskosti, něžnosti a romantiky.
- Růžové límečky – původně americký sociologický termín pro typicky ženská povolání

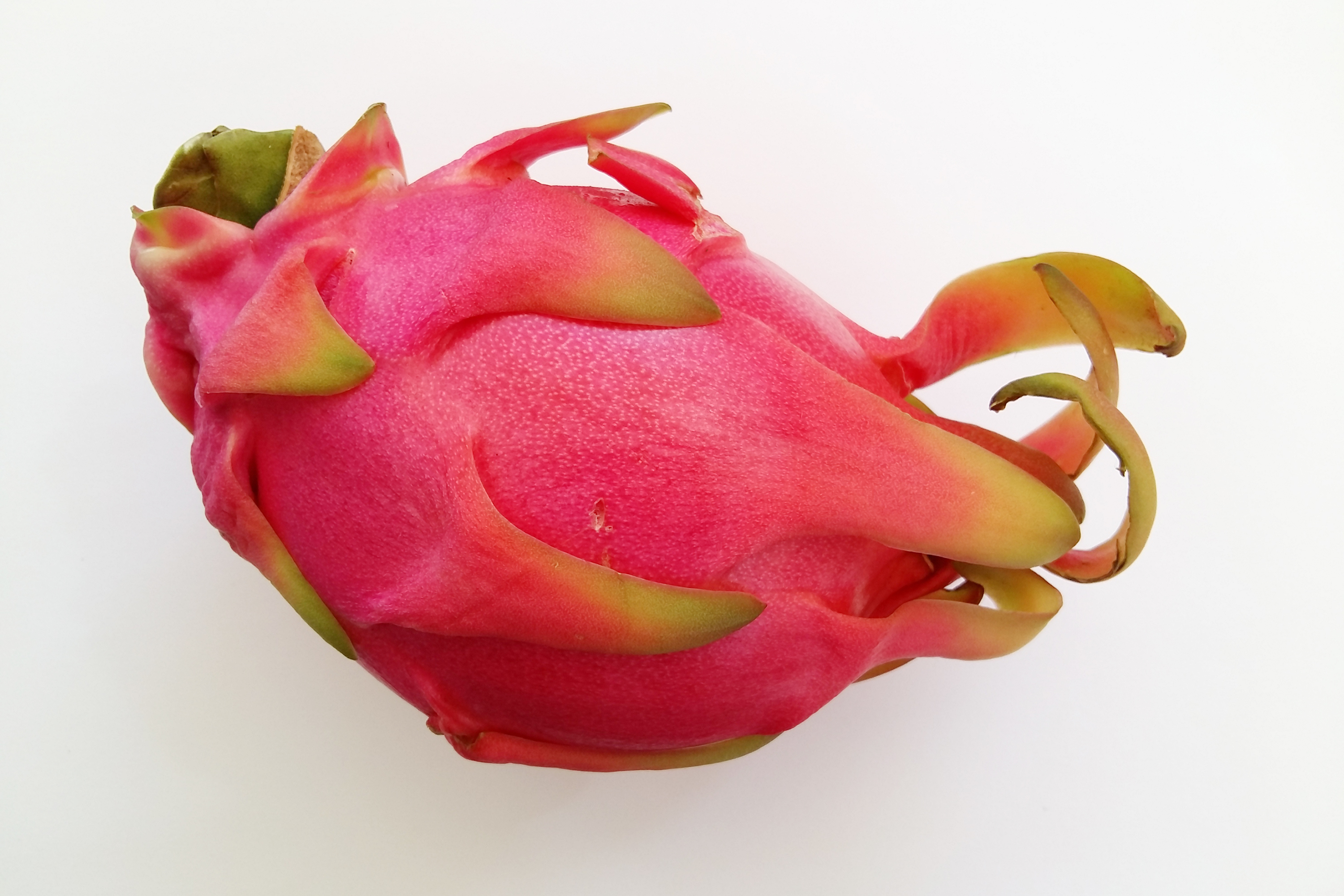
Pitaya, dračí ovoce, se svou tmavě růžovou barvou

- Muži s náklonností k růžové barvě (např. nosící růžové oblečení) mohou být okolím považován za zženštilé. Během druhé světové války byli homosexuální vězni v koncentračních táborech označováni právě růžovými trojúhelníky – podobně jako tehdejší označení Židů žlutou hvězdou. Zejména od té doby je růžová barva příznačně považována za znak zženštilosti.[3]

- Růžové růže jsou symbol romantické lásky
- Růžová knihovna – označení pro literární žánr romantických románů pro dívky
- Jemná pokožka a pleť novorozeňat je růžová.
- Jako liturgická barva se růžová může používat pro 3. adventní (Gaudete) a 4. postní neděli (Laetare). Někdy bývá třetí svíčka na adventním věnci v růžové barvě.

Růžová je také barva mírnosti, něhy a vyšších citů v lásce. Růžová může též symbolizovat rozpouštění protikladů bílé a červené v symbolice barev.

## Historické použití
- Růžový trojúhelník – označení homosexuálů v nacistických koncentračních táborech
- Růžový panter – film z roku 1963, kde se tak jmenuje fiktivní diamant a zároveň animovaná postava růžové šelmy; Růžový panter měl další pokračování a příznivce
- Růžový tank – sovětský tank, součást památníku, který v roce 1991 výtvarník David Černý přetřel na růžovo